# Thomas Wilson (clérigo)
Thomas Wilson foi reitor de Carlisle de 1764 até à sua morte em 25 de setembro de 1778.
Wilson foi educado na Giggleswick School e Christ's College, Cambridge. Ele foi Vigário de Torpenhow a partir de 1743.